# HMS Laxen (1914)
Pour les autres navires du même nom, voir HMS Laxen.
Le HM Laxen (en suédois, « Saumon ») est un sous-marin de classe Laxen, entré en service dans la marine royale suédoise en 1915.

## Conception
La classe Laxen était en grande partie le même sous-marin que les Ub nos 2 à 4, mais avec un intérieur modifié et des détails mineurs sur la coque et le pont. La classe Laxen était considérée comme un bateau excellent, fiable pour son époque et de haute qualité. L’armement était le même que celui de ses prédécesseurs.

## Carrière
Le Laxen a été commandé au chantier naval de Karlskrona, lancé en 1914 et livré en 1915. Il a rejoint la flotte le 22 février 1915.
Le navire a été retiré du service en 1935 après un long service d’entraînement pour les équipages de sous-marins. Le Laxen était encore au chantier naval jusqu’en 1942 et son sort ultérieur est inconnu.